# Bohultasjön (Lommaryds socken, Småland)
Bohultasjön är en sjö i Aneby kommun i Småland och ingår i Motala ströms huvudavrinningsområde. Sjön har en area på 0,665 kvadratkilometer och ligger 255 meter över havet. Sjön avvattnas av vattendraget Lillån.

## Delavrinningsområde
Bohultasjön ingår i det delavrinningsområde (642310-143656) som SMHI kallar för Mynnar i Noån. Avrinningsområdets medelhöjd är 247 meter över havet och ytan är 20,84 kvadratkilometer. Det finns inga delavrinningsområden uppströms utan avrinningsområdet är högsta punkten. Lillån som avvattnar avrinningsområdet har biflödesordning 4, vilket innebär att vattnet flödar genom totalt 4 vattendrag innan det når havet efter 198 kilometer. Delavrinningsområdet består mestadels av skog (78 procent) och jordbruk (11 procent). Avrinningsområdet har 0,76 kvadratkilometer vattenytor vilket ger det en sjöprocent på 3,7 procent.